# Protobranchia
Protobranchia — підклас двостулкових молюсків. Це переважно глибоководні, дрібні види з однаковими стулками. Мушля вкрита перламутровим шаром. Викопні рештки відомі з кембрійського періоду. Підклас є найпримітивнішим із сучасних двостулкових.

## Класифікація
Класифікація підкласу станом на 2010 рік
Підклас: Protobranchia

### Ряд:Nuculanoida
- Надродина: Nuculanoidea
  - Родина: Bathyspinulidae
  - Родина: Lametilidae accepted as Phaseolidae
  - Родина: Malletidae
  - Родина: Neilonellidae
  - Родина: Nuculanidae
  - Родина: Siliculidae
  - Родина: Tindariidae
  - Родина: Yoledidae

### Ряд:Nuculida
- Надродина: Nuculoidea
  - Родина: Nuculidae
  - Родина: Sareptidae

### Ряд:Solemyoida
- Надродина: Manzanelloidea
  - Родина: Manzanellidae
  - Родина: Nucinellidae
- Надродина: Solemyoidea
  - Родина: Solemyidae

### Ряд: †Praecardioida
- Родина: † Butovicellidae
  - Рід: † Butovicella
- Родина: † Praecardiidae
  - Рід: † Slava
  - Рід: † Cardiola
- Родина: † Antipleuridae
  - Рід: † Dualina
  - Рід: † Hercynella